# 豊川進雄神社
豊川進雄神社（とよかわすさのおじんじゃ）は、愛知県豊川市豊川西町134にある神社（進雄神社）。旧社格は郷社。

## 祭神
- 進雄命（すさのおのみこと）

## 沿革

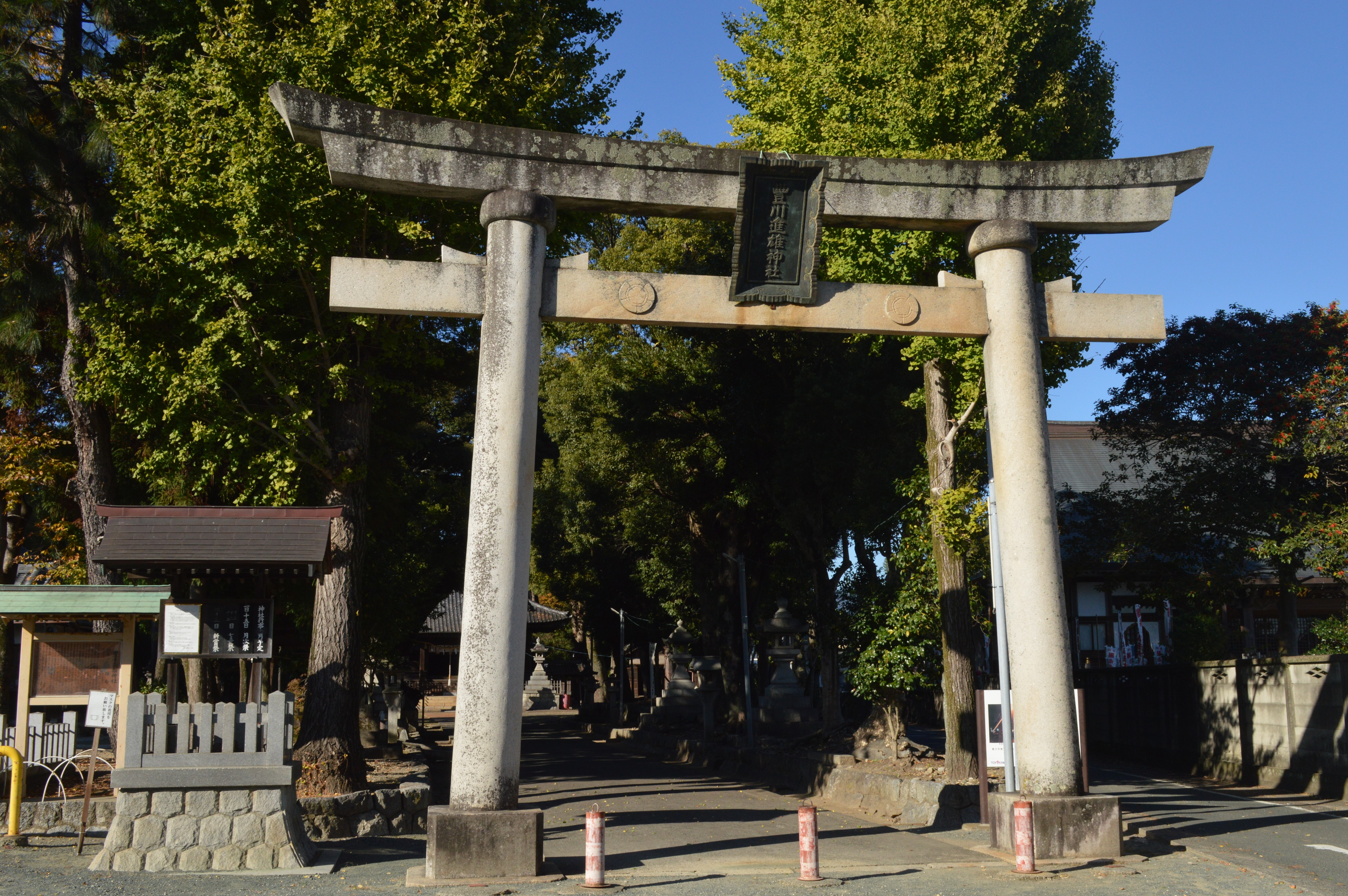
鳥居

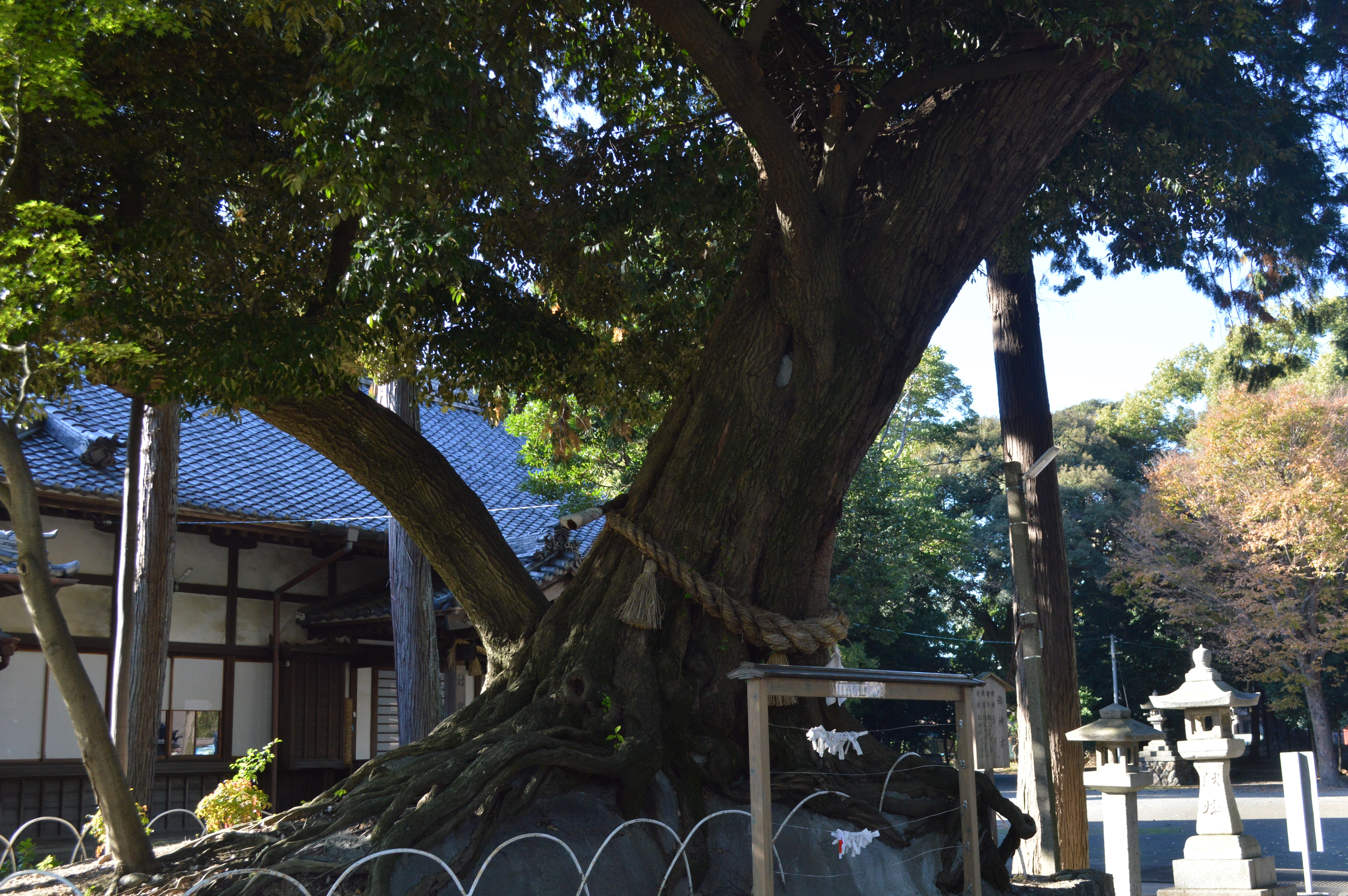
シイの神木

文武天皇の治世である大宝元年（701年）、豊川の西岸に牛頭天王を祀って雨乞いの祭祀を行ったことが当社の創始であると伝えられる。村上天皇の治世である天徳元年（957年）に現在地に遷宮した。治承4年（1180年）には、平維盛に仕える平忠度が参拝して戦勝祈願を行った。嘉禎4年（1238年）には、征夷大将軍の藤原頼経が上洛の際に参拝してヒノキを献じたと伝えられる。貞治2年（1363年）には、満良親王が参拝した。
慶長元年（1596年）、領主の池田輝政によって刀一口と馬鞍一対が献納され、家臣の堀尾孫介が社殿を造営した。寛永7年（1630年）、領主の水野佐渡守忠直によって刀一口が献納され、正保2年（1645年）、領主の小笠原忠知によって青銅製六角形釣燈籠が奉納された。正保2年（1645年）には、春日局が参拝した。享保20年（1735年）、領主の大岡忠相によって刀一口が献納され、元文5年（1740年）には釣燈籠一対が寄進された。
明治期以前は豊川牛頭天王と呼ばれていたが、神仏分離によって進雄神社に改称された。1923年（大正12年）には元宮が本社に合祀され、豊川進雄神社に改称された。1965年（昭和40年）には愛知県神社庁が指定する四級社に昇格した。2016年（平成28年）には樹齢250年を超えるとされるシイの神木を保存する作業が完了した。

## 文化財

### 愛知県指定無形文化財
「進雄神社の奉納綱火」
1968年（昭和43年）指定。例祭2日目の中祭で奉納される。『花火縁起録』によると、万治3年（1660年）に小笠原四郎右衛門が長らく途絶えていた綱火を再興したという。明治時代までは境内ではなく本町で奉納されていた。拝殿から鳥居の間に、約120mの2本の麻綱を張り、麻綱に噴出煙火を仕掛けて走らせる。なお、綱火のほかには手筒花火も奉納される。

## 祭事・催事
毎年7月20日に近い金曜・土曜・日曜に行われる例大祭は豊川夏祭り（とよかわなつまつり）と呼ばれる。豊川進雄神社の豊川夏祭りは、大社神社の国府夏祭り、御油神社の御油夏祭りとともに、豊川三大夏祭りとされる。

### 主な日程
- 新年祭 - 元旦
- 節分祭 - 2月3日
- 祈年祭 - 2月中旬
- 大祓祭 - 6月下旬
- 例大祭 - 7月20日に近い日曜日
- 旧祭 - 旧6月20日
- 八朔祭 - 旧8月1日
- 七五三祭 - 11月15日
- 新嘗祭 - 11月23日
- 大祓祭 - 12月下旬
- 月次祭 - 毎月1日・15日
- 祈願・厄除 - 毎月1日：15日

## 所在地
- 愛知県豊川市豊川西町134[6]

## アクセス
- JR飯田線 豊川駅から徒歩で約5分[6]。
- 名鉄豊川線 豊川稲荷駅から徒歩で約5分[6]。